# هال ییتس
هال ییتس (انگلیسی: Hal Yates؛ ۲۶ ژوئیه ۱۸۹۹ – ۱ اوت ۱۹۶۹) فیلم‌نامه‌نویس، و کارگردان فیلم اهل ایالات متحده آمریکا بود.
از فیلم‌هایی که وی در آن‌ها نقش داشته‌است، می‌توان به باباهای سرگردان، دست مریزاد، کک‌های جنجال‌آفرین، ژست‌های مخاطره‌آمیز، حریره و شیر، ملوانان، مراقب باشید!، مادام میستری، رام‌کنندگان زن، کار دنیا به کجا رسیده؟، اینو به بچه‌ها بگو، و ناگهان عمه آمد، رقاص‌های پنج سنتی و زن جوان بگیر اشاره نمود.